# Dodro
Dodro ist eine spanische Gemeinde in der Autonomen Gemeinschaft Galicien. Dodro ist auch eine Stadt und eine Parroquia. Der Verwaltungssitz der Gemeinde ist Tallós. Die 2.620 Einwohner (Stand: 2024), leben auf einer Fläche von 36,12 km², 100 km von der Provinzhauptstadt A Coruña entfernt.

## Bevölkerungsentwicklung der Gemeinde
Quelle: INE-Archiv – grafische Aufarbeitung für Wikipedia

## Gemeindegliederung
Die Gemeinde Dodro ist in drei Parroquias gegliedert:
| Parroquias        | Patrozinium | Einwohner 2024 | Fläche km² | Dichte Einw./km² | Höhe msnm | Ortskennzahl |
| ----------------- | ----------- | -------------- | ---------- | ---------------- | --------- | ------------ |
| Dodro             | Santa María | 1.114          | 7,44       | 150              | 18        | 15033010000  |
| Laíño             | San Xián    | 674            | 11,19      | 60               | 50        | 15033030000  |
| San Xoán de Laíño | San Xoán    | 871            | 17,51      | 50               | 75        | 15033020000  |

## Wirtschaft
| Ackerbau, Viehzucht und Fischerei                                                  | 030 | 03,14  |
| Industrie                                                                          | 291 | 010,99 |
| Bauwirtschaft                                                                      | 066 | 06,91  |
| Dienstleistungsbetriebe                                                            | 568 | 059,48 |
| Total                                                                              | 955 | 100,00 |
| * Daten aus dem Statistischen Amt für Wirtschaftliche Entwicklung in Galicien, IGE |     |        |